# Тополобампо
Тополобампо (исп. Topolobampo) — город в Мексике, входит в штат Синалоа. Население 6361 человека.

## История
Город основан в 1884 году.